# Harwich
Harwich es una ciudad y un parroquia civil del distrito de Tendring, en el condado de Essex (Inglaterra) Reino Unido. Su población de acuerdo al censo del 2001 es de 20.130 habitantes. Según el censo de 2011, Harwich parroquia civil tenía 17.684 habitantes.